# Okegem
```
Okegem
 est une section de la 
ville
 
belge
 de 
Ninove
 dans le 
Denderstreek
 située en 
Région flamande
 dans la 
province de Flandre-Orientale
. C'était une commune à part entière avant la 
fusion des communes de 1977
.
```

Le village est situé dans le bassin de la Dendre.

## Démographie

### Évolution démographique
- Sources : INS, Rem. : 1831 jusqu'en 1970 = recensements, 1976 = nombre d'habitants au 31 décembre[2].

## Étymologie
Oking = nom d’une personne et heem = lieu de vie.

## Curiosités
- Église Notre-Dame dont le clocher date du XIIIe siècle.